# Octavianiaceae
Октавианиевые (лат. Octavianiaceae) — семейство грибов порядка Болетовые (Boletales).

## Описание
Плодовые тела гастероидные, шаровидной или почти шаровидной формы, располагаются под землёй или на её поверхности. Мякоть однородная, состоит из иногда вздутых генеративных гиф. Пряжки на гифах присутствуют не у всех видов. Гименофор глебальный или лабиринтовидный. Колюмелла отсутствует или недоразвита.
Споровый порошок коричневого цвета. Споры шаровидной или эллипсоидальной формы, симметричные, покрытые коническими или цилиндрическими шипиками или бородавками, неамилоидные.

## Таксономия

### Синонимы
- Octavianinaceae Locq. 1974, nom. inval.
- Wakefieldiaceae Locq. 1974, nom. inval.

### Роды
- Octaviania Vittad., 1831 — Октавиания
- Wakefieldia Corner & Hawker, 1953. Род назван в честь английского миколога мисс Эльзы Уэйкфилд (1886—1972).